# ヴュルテンベルク

ドイツ帝国期（1871年 - 1918年）のヴュルテンベルク

ヴュルテンベルク（ドイツ語: Württemberg）は、ドイツ南西部に存在した領邦国家。首都はシュトゥットガルトであったが、一時期は君主の座所がルートヴィヒスブルクやウラッハに置かれたこともある。現在はドイツ連邦共和国のバーデン＝ヴュルテンベルク州の東北部の部分を構成する。

## 歴史

### 起源

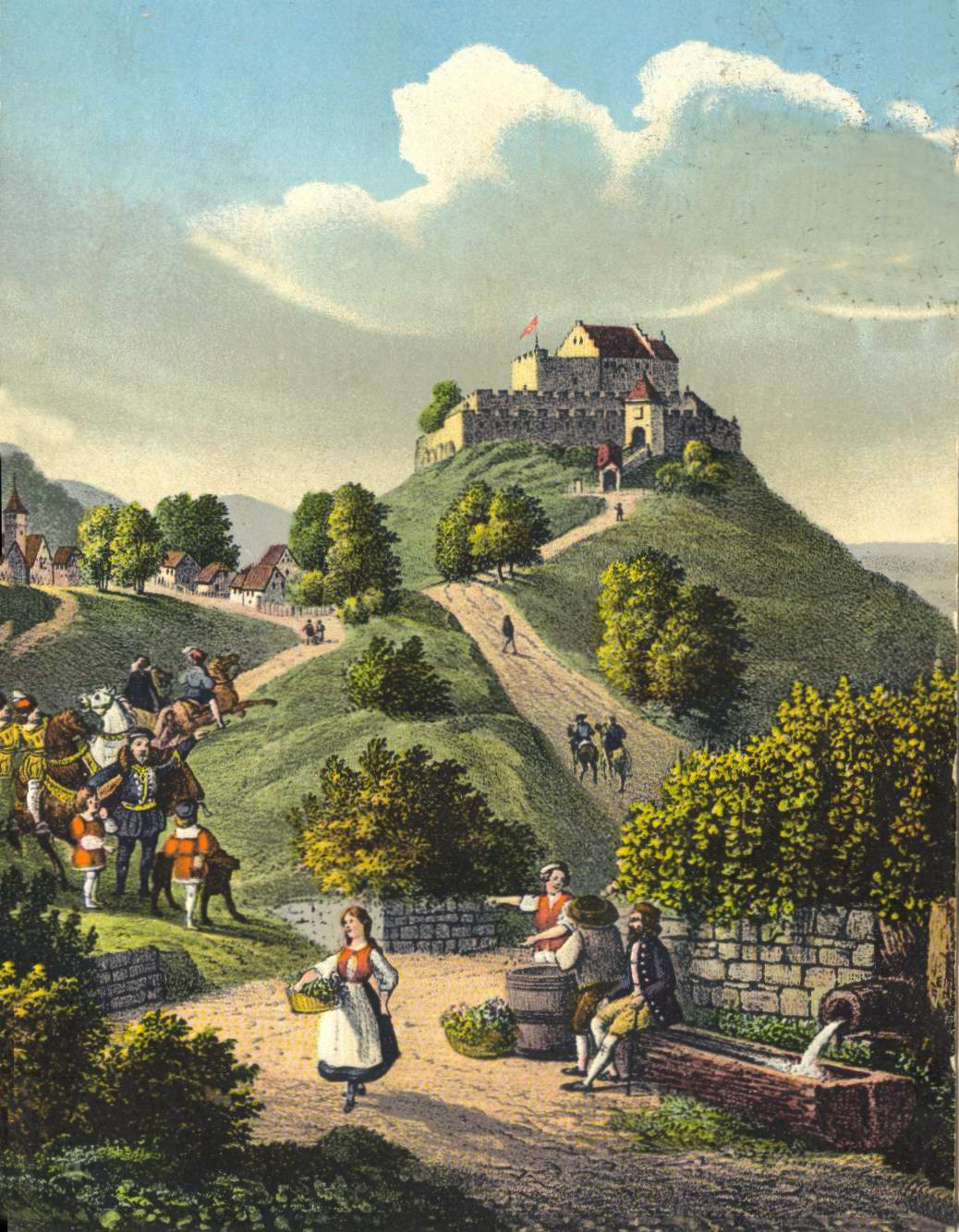
ヴュルテンベルク家揺籃の地ヴィルテンベルク城、18世紀の版画

「ヴュルテンベルク」という地域名が何に由来するのかははっきりしない。以前は「Wirth am Berg」という語から派生したものだという説が広く浸透していたが、これは研究者たちによって否定されている。「Wiruto」「Wirtino」といった個人名から派生しているという説や、「Virolunum」「Verdunum」といったケルト語系の地名に由来するという説もある。いずれにせよ、シュトゥットガルト近郊のヴィルテンベルク城の城主が近隣地域へと領土を拡大していき、その領土が城主の住む城の名前で呼ばれるようになったことで、「ヴュルテンベルク」が地域名として定着した。ヴュルテンベルクは古くは「Wirtenberg」 、「Wirtembenc」または「Wirtenberc」と表記されており、現在の表記である「Würtemberg」や「Wurttemberg」が現れたのは16世紀後半になってからである。1806年には「Würtemberg」が正式な表記と定められたが、「Wurttemberg」の方も頻繁に使われ、貨幣や公文書にも時には使われた。
ヴュルテンベルクに最初に住んだことが判明している民族集団はケルト族であり、その次がスエビ族であった。紀元1世紀、ローマ人がこの地域を征服し、防壁を築いて自分たちの帝国の守りを固めた。3世紀初め、アレマンニ族はローマ人をライン川およびドナウ川以南へと追い出してヴュルテンベルクとなる地域を支配したが、クロヴィスという王に率いられたフランク族がアレマンニ族を496年に壊滅させ、この地域の新しい支配者となった。ヴュルテンベルクはこれ以降4世紀にわたって強大なフランク王国の一部であり、王が任命した伯に統治されていたが、9世紀になるとドイツのシュヴァーベン公国に包摂された。

### ヴュルテンベルク伯領（1495年まで）
1268年、それまでシュヴァーベン公国を統治していたホーエンシュタウフェン王朝最後の当主コンラディンが死ぬと、その遺領の大部分を受け継いだのはヴュルテンベルク伯であった。ヴュルテンベルク伯一族の始祖は、1080年頃から史料に登場するようになったヴィルテンベルク城の城主コンラート・フォン・ボイテルスバッハである。
ヴュルテンベルク伯に関する詳しい事績が判明するようになるのは、1241年から1265年まで伯の地位にあったウルリヒ1世の治世からである。ウルリヒ1世はシュヴァーベン公の家臣で、ウルムの町の庇護者であり、ネッカー川とレムス川に挟まれた谷間に広大な領地を所有し、1262年にはウラッハの町を支配下においた。ウルリヒ1世の二人の息子、ウルリヒ2世伯とエーバーハルト1世伯のもとで、ヴュルテンベルク伯家の勢力は着実に拡大していった。エーバーハルト1世伯は3人のローマ王と敵対して、時には王を破って優位に立った。また自領を2倍の広さに拡大し、伯爵の居城をヴィルテンベルク城から現在のシュトゥットガルト市の中心部にあるシュトゥットガルト古城に移した。
エーバーハルト1世伯の後継者たちは彼ほど優秀ではなかったが、しかし全員がヴュルテンベルク伯領を拡大させていった。伯爵たちは1381年にテック公爵領を購入し、1397年には女子相続人との結婚によってモンベリアル（メンペルガルト）伯領を入手した。ヴュルテンベルク家の領土は一時は二つの家系によって分割されたが、1482年にはミュンシンゲンの和約が結ばれ、ヴュルテンベルク伯家の領土はエーバーハルト5世のもとに再統一されることになった。この家内協定は1495年、帝国議会において神聖ローマ皇帝マクシミリアン1世の認可を得た。
ドイツの他の領邦ではあまり見られないことであるが、ヴュルテンベルクでは1457年から二院制の領邦議会 (Landtag) が存在しており、伯爵による新たな課税を承認する役目を持っていた。

### ヴュルテンベルク公国（1495年 - 1805年）

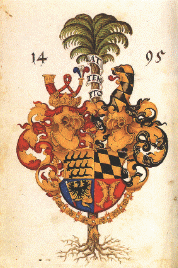
ヴュルテンベルクの紋章、1495年

1495年にヴュルテンベルクは公国となった。ヴュルテンベルクは大国に囲まれながらも生き延びることが出来たが、それは近隣に存在した小規模な領邦より規模が大きいおかげであった。しかし公国は宗教改革期には神聖ローマ帝国内のカトリック勢力から圧迫を受け、17・18世紀にはたびたびフランスの侵略を受けた。不運なことに、ヴュルテンベルクは長きにわたって熾烈な争いを展開したブルボン朝フランスとハプスブルク君主国（オーストリア）の両国が進軍する通り道であった。

#### 中世の公爵領とオーストリアの支配
エーバーハルト5世は歴代のヴュルテンベルク君主の中で最も優れた人物の一人であり、1495年に神聖ローマ皇帝から「ヴュルテンベルク公」の称号を認められ、家領を公国に昇格させ、自らはヴュルテンベルク公エーバーハルト1世となった。エーバーハルト1世が翌1496年に亡くなると、従弟のエーバーハルト2世が後を継いだが、わずか2年で廃位された。
エーバーハルト2世の後継者ウルリヒは即位時にはまだ子供であった。ウルリヒの長い治世（1498年 - 1550年）の間に、ヴュルテンベルクは最も波乱に富んだ時期を迎え、有能かつ無節操、かつ野心的な公爵ウルリヒの統治がヴュルテンベルクに他のドイツ領邦とは違った政治文化を築くことになった。ウルリヒは潤沢な予算を求めて領民から強盗に近いようなやり方で金をむしり取ったため、貧民コンラート (arme Konrad) という人物の率いる一揆が発生した（これはイングランドのワット・タイラーの起こした反乱に似た性格のものであった）。公爵とその顧問は機敏に事態を収拾し、1514年にはテュービンゲンの和約が結ばれ、領民は公爵から課せられる課税を受け入れる代わりに様々な政治的権利を与えられた。この政治的権利のため、ヴュルテンベルク国家には国法に基づく自由を基礎とした社会が形成された。その数年後、ウルリヒはシュヴァーベン同盟と敵対し、シュヴァーベン同盟軍にヴュルテンベルクを侵略された。同盟軍はウルリヒの妻ザビーナの弟のバイエルン公ヴィルヘルム4世の援助を受けていた。バイエルン公はウルリヒが姉を虐待していることに腹を立てていたのだった。亡命を余儀なくされたウルリヒは神聖ローマ皇帝カール5世に公爵領を22万グルデンで売却した。
カール5世はヴュルテンベルクを弟のフェルディナント1世に譲り、フェルディナント1世は数年のあいだ名目上の統治者を務めた。しかし住民はオーストリアによる専制的な支配に対する不満を募らせ、ドイツ国内が農民戦争を発端とする戦乱と宗教改革による動揺のために不安定になると、ウルリヒは機会をとらえて公国を取り戻した。1534年5月、ウルリヒはヘッセン方伯フィリップ1世とその他のプロテスタント諸侯の援助を得てフェルディナント1世の軍勢をラウフェンで打ち負かし、そしてカーデンの和約によってヴュルテンベルク公に返り咲いたのである。しかし、必然的にオーストリア大公の封臣として公国を与えられるという形で復位することとなった。ウルリヒは後に改革派の宗教信条を採用し、自分の領国全域にプロテスタントの教会を建設するよう努め、1536年にテュービンガー・シュティフト神学校を創設した。ウルリヒは晩年になってシュマルカルデン同盟に関わったため、皇帝軍によって再び領国を追われた。カール5世は1547年にはまたもやウルリヒを復位させてやったが、今度は金銭的な賠償を支払わせた。

#### 宗教改革期
ウルリヒの息子クリストフ（在位1550年 - 1568年）の治世に、ヴュルテンベルクのプロテスタント化は完了した。クリストフは教会統治組織を導入し、この組織は20世紀まで存続した。クリストフの時代には、常設の委員会が公国の財政を管理するようになった。この委員会に所属する者は全員が上流階級で、委員たちは主に都市の財源を自分たちの思い通りに振り分け、公国で大きな権力を得た。
クリストフの息子ルートヴィヒ（在位1568年 - 1593年）は1593年に子供の無いまま死去し、傍系のフリードリヒ1世（在位1593年 - 1608年）が後を継いだ。フリードリヒ1世は精力的な統治者で、権力に制限のある君主としての立場や、古くから続く国法を軽んじた。1599年、フリードリヒは神聖ローマ皇帝ルドルフ2世に多額の金を払い、ヴュルテンベルクをオーストリアの属領の地位から解放した。こうして、ヴュルテンベルクは再び帝国直属身分に復帰した。
ウルリヒの息子で後継者のヨハン・フリードリヒ（在位1608年 - 1628年）は、絶対君主になろうとして失敗し、君主権に制限があることを認めてしまった。ヨハン・フリードリヒの治世に、公国は三十年戦争に巻き込まれて激しく荒廃したが、ヨハン・フリードリヒ自身はこの戦争で誰の味方をしたわけでもなかった。その息子のエーバーハルト3世（在位1628年 - 1674年）は、1633年に親政を開始してすぐにフランスおよびスウェーデンの同盟国として三十年戦争に参加したが、1634年のネルトリンゲンの戦いで皇帝軍が大勝すると、皇帝軍に公国を占領させ、しばらく亡命生活を送ることになった。ヴェストファーレン条約の締結とともにエーバーハルト3世は公国に戻ったが、ヴュルテンベルクは人口が減って国土も激しく疲弊していた。エーバーハルト3世は後半の治世を、長い戦争によって衰えたヴュルテンベルクの国力回復のために費やした。

#### 絶対主義の試み

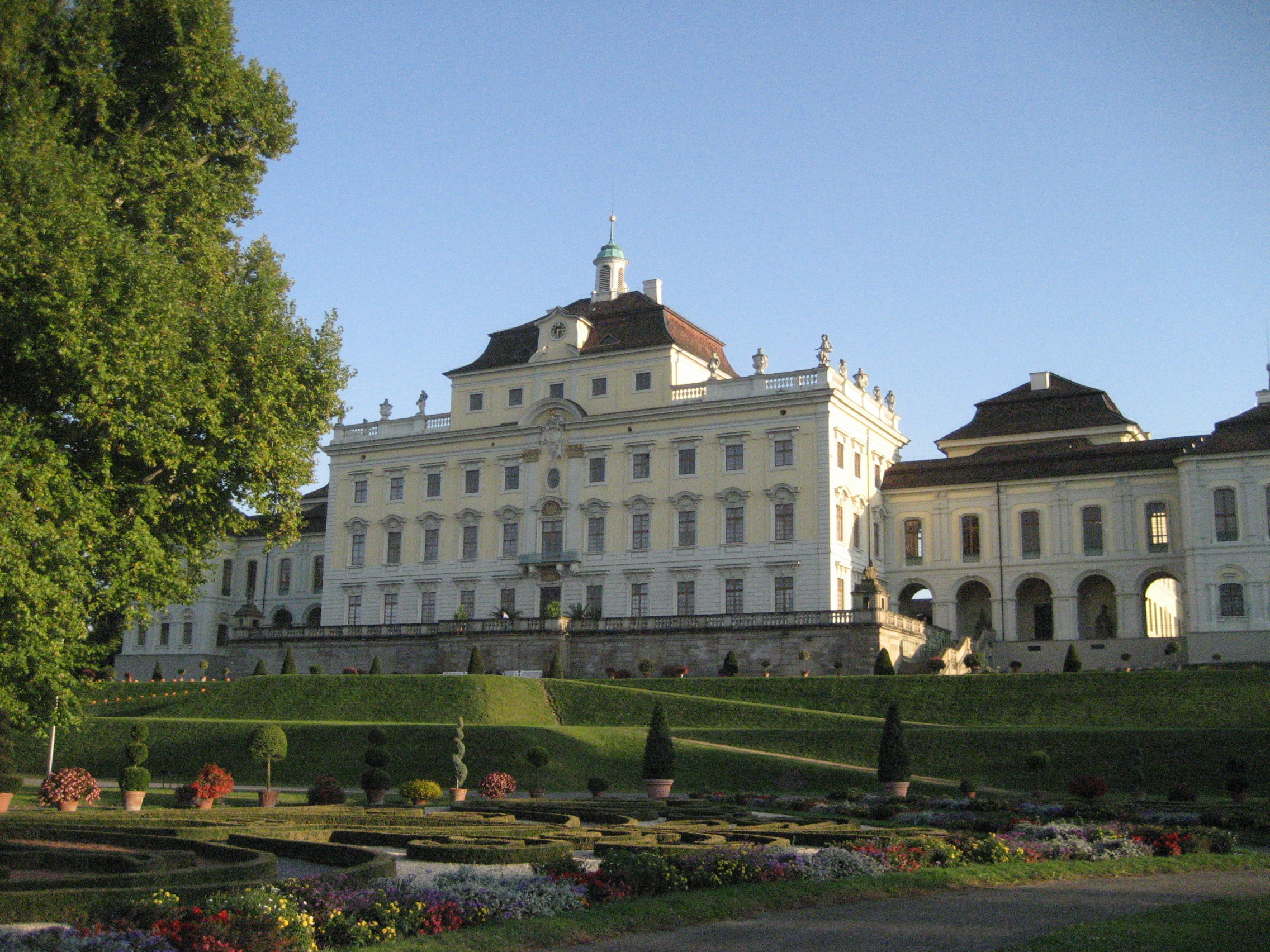
ルートヴィヒスブルク宮殿と庭園、シュトゥットガルト近郊

エーバーハルト・ルートヴィヒ（在位1677年 - 1733年）は父ヴィルヘルム・ルートヴィヒの早死のためにわずか1歳で公爵位を継いだが、エーバーハルト・ルートヴィヒの長い治世にヴュルテンベルクは近隣国をいじめることの好きなフランスの太陽王ルイ14世と関わることになった。ヴュルテンベルクは1688年、1703年、1707年にフランス軍の侵攻を受け、フランス人たちは公国の領民に残虐行為を働いて苦しめた。ヴュルテンベルクは人口も少ないため、この時期にピエモンテ地方の峡谷から追われたヴァルド派のプロテスタント難民たちを喜んで迎え入れ、このおかげで公国はいくぶん繁栄を取り戻した。しかしエーバーハルト・ルートヴィヒは愛妾のヴィルヘルミーネ・フォン・グレーフェニッツに贅沢をさせ、領民は彼女のせいで国が傾くことを恐れていた。この愛人問題もあって、エーバーハルト・ルートヴィヒは一概に高い評価を得た君主とは言えない。またエーバーハルト・ルートヴィヒは1704年、シュトゥットガルトの北にヴェルサイユ宮殿を模したルートヴィヒスブルク宮殿を建設した。
エーハーハルト・ルートヴィヒの後を継いだ従弟のカール・アレクサンダー（在位1733年 - 1737年）は、オーストリアに将軍として出仕していた頃にカトリックに改宗していた。カール・アレクサンダーが最も信任していた助言者はユダヤ人のヨーゼフ・ズュース・オッペンハイマー（「ユダヤ人ジュース」とも呼ばれる）であった。いずれもプロテスタントでない公爵とその顧問による統治に対して、領国の人々は彼らが領邦議会を閉鎖して絶対主義を採用し、さらに領国の体制宗教をカトリックに変更するのではないか、という疑いを持つようになった。しかし1737年3月にカール・アレクサンダーが急死すると、こうした不安も消えた。公国の摂政となった分家筋のヴュルテンベルク＝ノイエンシュタット公カール・ルドルフは、オッペンハイマーを処刑した。
カール・オイゲン（在位1737年 - 1793年）は1744年に親政を開始し、為政者としての才能を示したものの、しかし乱暴で贅沢好きな人物でもあった。カール・オイゲンはすぐに無能な寵臣たちに操られるようになった。公爵はシュトゥットガルトに「新宮殿」を建設するなど様々なことに莫大な金を使った。またカール・オイゲンが七年戦争で同じプロテスタント国家のプロイセンと敵対したことは、ヴュルテンベルク公国の住民たちには不人気だった。
カール・オイゲンの治世は君主と臣民の間の不和が最も注目すべき問題だった。公爵が不正かつ身勝手なやり方で税金を吊り上げたことは、領民に大きな不満を抱かせた。神聖ローマ皇帝とその他の近隣列強国による仲裁もあって、1770年にはヴュルテンベルク国内の君主と臣民の対立は一応調停され、臣民の怒りも幾ばくかは収まった。しかしカール・オイゲンはこの時の約束を守らず、晩年になって再び臣民に対する新たな譲歩を強いられている。

#### フランス革命期

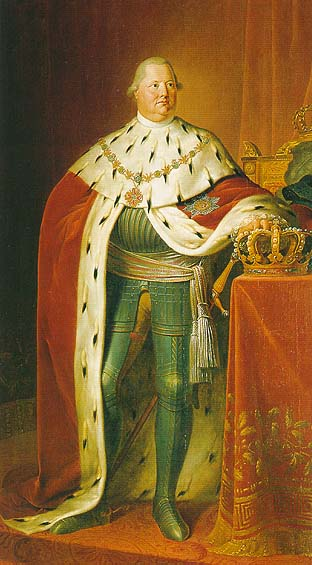
初代ヴュルテンベルク王フリードリヒ1世

カール・オイゲンには子供がなく、後を継いだ弟ルートヴィヒ・オイゲンにも男子が無かったため、さらにその下の弟フリードリヒ2世オイゲン（在位1795年 - 1797年）が新たな公爵となった。フリードリヒ・オイゲンはプロイセンのフリードリヒ2世大王に仕えていた将軍で、フリードリヒ大王の親族の女性と結婚しており、モンベリアル（メンペルガルト）伯領を経営し、大勢の子供たちをプロテスタント信徒かつフランス語話者として育てていた。彼以後のヴュルテンベルク王家の人々は全てフリードリヒ・オイゲンの直系子孫である。1797年にフリードリヒ・オイゲンの息子フリードリヒ3世（フリードリヒ2世オイゲンを「2世」と数えない場合は、このフリードリヒを「2世」としており、混乱がある）が公爵位を継ぐと、ヴュルテンベルク公爵家はプロテスタント信徒に戻り、カトリック信徒の公爵がプロテスタント信徒の臣民を統治するねじれた状態は64年ぶりに解消された。
フリードリヒ・オイゲンの短い治世中、フランス共和国軍がヴュルテンベルクに侵攻し、フリードリヒ・オイゲンはフランス軍に屈服して神聖ローマ皇帝の陣営から抜け、そしてフランスに賠償金を支払った。フリードリヒ・オイゲンは2年間統治しただけだったが、公国の独立を巧みに守った。彼は大勢の子供たちを、ロシア、オーストリア、イギリスを始めとするヨーロッパ中の王家と縁組させた。
フリードリヒ3世（在位1797年 - 1816年）は父の仕えたフリードリヒ大王を模範としており、公国の民意に反してフランスとの戦争に参加した。ヴュルテンベルクが再びフランスに占領されると公爵フリードリヒはエアランゲンに逃亡し、1801年2月9日にリュネヴィルの和約が締結されるまで同市に隠れていた。フリードリヒは1802年3月にフランスと取引を行い、ライン川左岸の領土をフランスに譲渡し、代わりにロイトリンゲンやハイルブロンを含む9つの帝国都市とその他の地域を獲得した。フリードリヒがこのときに得た領土は約2200km²の広さであり、12万4000人の住民が暮らしていた。フリードリヒは1803年にはナポレオン・ボナパルトに取り入って選帝侯の称号を獲得した。フリードリヒの新領土はヴュルテンベルク公国に編入されず、別々に分けて統治されていた。この新領土は「新ヴュルテンベルク (Neu-Württemberg)」と呼ばれ、この地域には領邦議会は設置されていなかった。1803年から1806年にかけて「ドイツ領邦の陪臣化」が進む中で、ヴュルテンベルクはさらに別の地域をも支配領域に組み込んでいった。
ヴュルテンベルクは1805年にフランスの同盟者として戦争に参加し、1805年12月のプレスブルクの和約では報償としてオーストリア領のシュヴァーベンその他の地域を手に入れた。

### ヴュルテンベルク王国（1806年 - 1918年）

#### ライン同盟、1806年 - 1813年

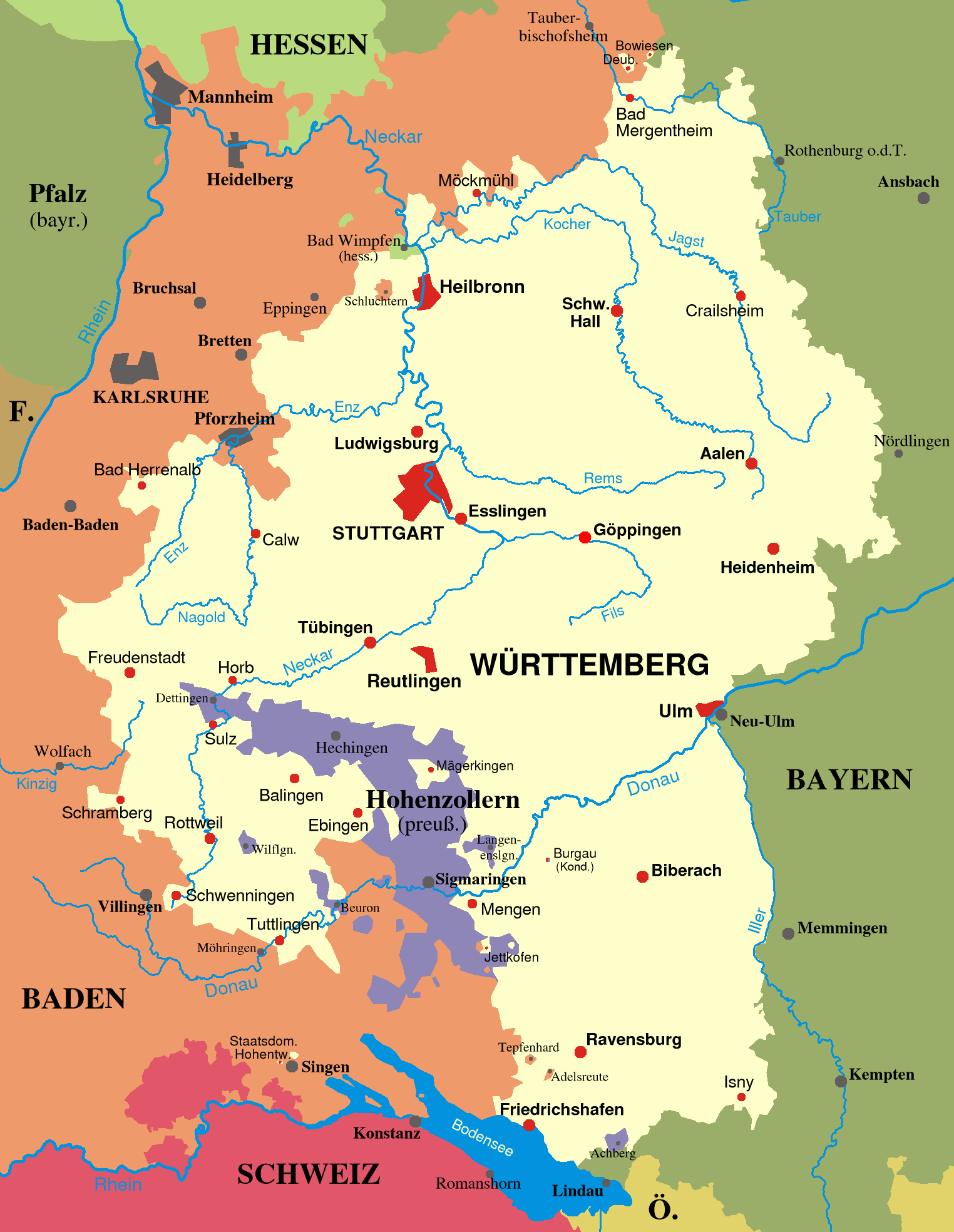
ヴュルテンベルク王国はナポレオン戦争の最中から第1次世界大戦の終結まで存続した。1815年から1866年まではドイツ連邦の構成国であり、1871年から1918年まではドイツ帝国の連邦国家だった

1806年1月1日、公爵フリードリヒは王号を採用してヴュルテンベルク王フリードリヒ1世と称し、国法を廃止して古いヴュルテンベルク公国と新しく獲得した領土を統合した。その後、フリードリヒ1世は教会領を支配下におき、「ドイツ領邦の陪臣化」で独立を失った地域を手に入れた。同じ1806年、フリードリヒはライン同盟に参加し、さらに16万人が住む地域を獲得した。その少し後の1809年10月に結ばれたシェーンブルンの和約により、フリードリヒはさらに11万人が住む領域を入手した。この新領土を与えてくれたナポレオン1世に対する返礼として、フリードリヒはナポレオンのプロイセン、オーストリア、ロシアに対する遠征に多くのヴュルテンベルク臣民を参加させた。1812年のモスクワ遠征には1万6000人のヴュルテンベルク人が向かわされたが、帰国できたのは数百人であった。1813年10月のライプツィヒの戦いの後、変わり身の早いフリードリヒ1世は運に見放されたフランス皇帝を見捨て、1813年11月にフルダでオーストリア宰相クレメンス・メッテルニヒ侯爵と和約を結び、王号と獲得した新領土を保障してもらう見返りに、対仏大同盟軍に加わってフランスに軍を差し向けることを約束した。

#### ドイツ連邦、1815年 - 1871年
1815年、フリードリヒ1世はドイツ連邦に加盟したが、ウィーン会議では新領土を獲得することは出来なかった。同年、フリードリヒは自分の臣民の代表者たちに新憲法の骨子を提示したが、代表者たちは王の憲法を拒否し、この政治的緊張の最中の1816年3月にフリードリヒは死去した。
新王ヴィルヘルム1世（在位1816年 - 1864年）は即位してすぐに憲法問題の解決に向けて動き、臣民の代表者たちとの長い交渉の結果、1819年9月に憲法が制定された。この王国憲法は途中で修正を加えられながらも1918年まで国家の基本法として存続することになった。憲法問題が決着して平穏な時代が訪れると、教育、農業、交易、工業といったヴュルテンベルク王国の内的な発展が重要な問題として関心が向けられた。こうした発展のため、国王ヴィルヘルム1世は公私両面での倹約によって破綻していた国家財政を立て直そうとした。しかし1819年の憲法の下での自由より大きな政治的自由を求める声は消えず、1830年以後は政治的に不安定な状況が続いた。しかしこうした不安定も、ヴュルテンベルクがドイツ関税同盟に加盟し、鉄道が敷設されたことで貿易が盛んになり始めると、いつしか消えていった。
1848年にヨーロッパ諸国で革命運動が勃発するなか、ヴュルテンベルク王国では何の暴動も起きなかったものの、無関係ではいられなかった。ヴィルヘルム1世は宰相ヨハンネス・フォン・シュライヤーとその他の閣僚を罷免し、より自由主義的で統一ドイツの理念を支持する大物政治家に組閣を命じなければならなかった。ヴィルヘルム1世は民主主義憲法を公布したが、自由主義者の運動が勢いづくや否や自由主義者の内閣を罷免し、そして1849年10月にはシュライヤーとその仲間たちが政権に復帰した。国王と内閣は選挙権を拡大して民心を懐柔する一方で、1851年には自分たちに従順な議会を召集することに成功し、この議会は1848年に国民が獲得した全ての特権を放棄した。当局はこうした巧妙な方策で1819年憲法の体制を復活させ、国家権力は官僚の手に渡った。教皇権との間に結ぼうとした政教協約がヴィルヘルム1世の長い治世における最後の政策だったが、議会はこの協約の批准を拒否した。議会は王国で独自に教会と国家の関係を規定する方が望ましいと考えたのである。
1864年7月に父ヴィルヘルムから王位を引き継いだカール1世（在位1864年 - 1891年）は、即位当初から様々な困難に見舞われた。ドイツの覇権をめぐるオーストリア帝国とプロイセン王国の争いにおいて、先王ヴィルヘルム1世は常にオーストリア側についていたが、この親オーストリア的な外交姿勢は新王とその助言者たちにも受け継がれた。1866年の普墺戦争ではヴュルテンベルクはオーストリア側について参戦したが、ケーニヒグレーツの戦い（1866年7月3日）から3週間後、ヴュルテンベルク軍はタウバービショフスハイムでプロイセン軍に大敗し、王国はプロイセン軍に蹂躙された。プロイセンはヴュルテンベルク王国の北西部を占領し、1866年8月に和約が結ばれた。この取り決めにより、ヴュルテンベルクは800万グルデンの賠償金を支払い、またすぐに征服国プロイセンとの軍事同盟を結んだ。ヴュルテンベルクは1868年、サンクトペテルブルク宣言の締結国の一員となった。

#### ドイツ帝国、1871年 - 1918年

ヴュルテンベルクの国旗

プロイセンとの戦争が終わると、ヴュルテンベルクでは民主主義者たちの運動が再び活発になったが、1870年に普仏戦争が始まったためにこの運動は何の成果も結ばなかった。ヴュルテンベルクの政策は依然として反プロイセン的だったが、王国もまたドイツ中に広がった民族主義的熱狂に呑み込まれ、ヴュルテンベルク軍はウェルトの会戦その他の軍事作戦で大きな役割を果たした。1871年、ヴュルテンベルクは新しく誕生したドイツ帝国の一員となったが、郵便、電信、鉄道の管理権を保つことが出来た。ヴュルテンベルクはまた課税と軍事に関する一定の特権を認められ、続く10年間、ヴュルテンベルク王国は熱烈に新秩序を支持した。ヴュルテンベルクでは数多くの重要な諸改革、特に財政分野の改革が断行されたが、ヴュルテンベルクの鉄道をドイツの他地域の鉄道と統合しようという提案は、受け入れられることは無かった。1889年に減税が実行されると、憲法改正が王国の政治問題の俎上に載ることは時間の問題となった。カール1世と大臣たちは議会内の保守勢力を強化してこれに対抗しようとした。1874年、1876年、1879年の立法は徹底的な問題解決を先送りして僅かな改革を実行するに留まった。1891年10月9日、カール1世王は急死した。従弟のヴィルヘルム2世（在位1891年 - 1918年）が王位と前任者の政策を引き継いだ。
憲法改正に関する議論は続けられ、1895年にはついに選挙で強力な民主主義者の政権が成立した。ヴィルヘルム2世には息子が無く、推定相続人のニコラウス公（1833年 - 1903年）にも子供がいなかった。王位継承権は最終的にヴュルテンベルク家のカトリック信徒の傍系に移ることになったが、カトリック信徒の王が誕生すれば王国内の教会と国家の関係に齟齬が生じる心配があった。1910年、カトリック信徒のアルブレヒト公が国王の新たな法定推定相続人に指名された。
1900年から1910年にかけてのヴュルテンベルクの政治の焦点は、憲法問題と教育問題の解決にあった。憲法は1906年に改正され、教育問題は1909年以降解決に向かった。また1904年、ヴュルテンベルクの鉄道はドイツの他地域の鉄道と統合された。

### 王制廃止後のヴュルテンベルク
1918年11月、第1次世界大戦の終結と同時に起きた革命運動により、ヴィルヘルム2世は退位して共和国政府が成立した。
ヴュルテンベルクは新しく成立したヴァイマル共和国の州（Land）の一つ、ヴュルテンベルク自由人民州となった。1918年から1919年にかけて革命運動が高揚した後、ヴァイマル共和国の下で行われた5度の選挙で、ヴュルテンベルクにおける左派政党の得票数はだんだんと減少していった。1934年以後、ヴュルテンベルクはナチス・ドイツ政権下でホーエンツォレルン県とともにヴュルテンベルク＝ホーエンツォレルン大管区を構成した。1945年に第2次世界大戦が終結すると、ヴュルテンベルクはバイゾーン（英米共同占領地域）のヴュルテンベルク＝バーデン州と、フランス占領地域のヴュルテンベルク＝ホーエンツォレルン州に分割された。二州は1952年、どちらもバーデン＝ヴュルテンベルク州の一部となった。